# 7125 Eitarodate
7125 Eitarodate è un asteroide della fascia principale. Scoperto nel 1991, presenta un'orbita caratterizzata da un semiasse maggiore pari a 2,4130070 UA e da un'eccentricità di 0,1163679, inclinata di 2,25457° rispetto all'eclittica.